# Тханка
Тханка, тангка, тханка, танка или  кутханг (Непалско произношение: [ˈt̪ʰaŋka]; тибетски: ཐང་ཀ་ – свитък; Непал Бхаса: पौभा) – е тибетско изобразително изкуство на живописване или бродиране на картини – свитъци, които освен платното притежават и копринено покривало, предназначено да защитава живописния слой или бродерията особено по време на транспортиране.
При внимателно съхранение на сухо място въпреки деликатната си структура те могат да съхранят цветовете и блясъка си много дълго време. Първоначално тханка живописта става популярна сред пътуващите монаси, тъй като при нужда свитъците лесно се навивали и транспортирали между манастирите. Тези тханки картини представляват практично и нагледно средство за обучение илюстриращо важни поучения или живота на Буда, а също велики бодхисатви и важни лами. Освен това те онагледяват и Буда аспектите (Идамите) в помощ на медитативната практика. Популярна тханка е например „Колелото на Живота“ или самсара, представена според ученията на Абидхарма.

## История
Тханка произхожда от непалското изкуство, внесено в Тибет от принцеса Бхрикути, дъщеря на крал Личави, омъжена за тибетския крал Сонгцен Гампо.  Тя донесла в Тибет изображения на Авалокитешвара и други картини. .
Историците също смятат, че като цяло китайската живопис има силно влияние върху тибетската изобразителна култура, най-вече между 14 и 18 век. 

## Типове Тханка
Технически Тханките биват в две големи категории: рисувани и копринени – както бродирани, така и апликациии. По-нататък те се разделят на:
- Рисувани с цветове – най-популярните
- Черна Основа – това означава златна линия върху черна основа
- Златна Основа – използвани внимателно за мирни напълно просветлени Буда аспекти, например за благоприятно излекуване и дълъг живот.
- Червена Основа – има се предвид златна линия върху основа киновар
- Контурен отпечатък от гравирани дървени блокчета
- Апликация
- Бродерия

Макар че обикновено Тханка не са особено големи, между половин и един метър дълги и широки, понякога за фестивали се подготвят обикновено като апликации гигантски Тханки, предвидени за развиване на стената на манастира при определени церемониални случаи. Обикновено те са по-широки отколкото високи; на ширина могат да са над 20 метра и на височина над 7 метра.
Тханките се изработват на копринено или памучно платно с водноразтворими бои с минерални и растителни пигменти и лепилен разтвор. В западна терминология това е темперна техника.
Композицията на Тханка е изключително геометрична: ръцете, краката, очите, ноздрите, всички ритуални предмети и украшения се разполагат според прецизна мрежа от ъгли и сечения в точно определени пропорции и е в голяма степен математическа задача. Работата е твърде научна и изисква от автора дълбоко познаване на символиката и духовния смисъл на всеки детайл.